# Fontys Academy of the Arts
Fontys Academy of the Arts (FAA), tot september 2023 bekend als Fontys Hogeschool voor de Kunsten, behoort tot Fontys Hogeschool. De school is verdeeld in vier sectoren: sector Beeldend, sector Theater, sector Dans en de sector Muziek.
De instelling is gevestigd in het centrum van Tilburg, in het zogenoemde 'Kunstcluster' aan de Schouwburgring, naast de Stadsschouwburg. Met de verhuizing van september 2005 zijn alle opleidingen gehuisvest in een door Jo Coenen ontworpen gebouw, waarin ook de Concertzaal Tilburg is ondergebracht.

## Sector Beeldend
Onder deze sector vallen de opleidingen:
- Docent Beeldende Kunst en Vormgeving
- Art, Communication and Design
- Master Kunsteducatie
- Master Architecture
- Master Urbanism

Deze kunstacademie is in 1912 opgericht als "Academie voor Beeldende Vorming Tilburg" (ABV). Vanaf de oprichting bood zij naast de opleiding voor autonome kunsten ook docentenopleidingen. In eerste instantie was de school deel van de Katholieke Leergangen Tilburg, tegenwoordig Fontys Hogeschool. In de jaren tachtig ging ze samen met het Brabants Conservatorium, de Dans Academie Brabant en de Academie voor Bouwkunst. Eind jaren negentig is hieruit Fontys Hogeschool voor de Kunsten ontstaan, het huidige Fontys Academy of the Arts.

#### Bekende (oud-)docenten en (oud-)studenten
- Tom America
- Arie Berkulin
- Zeynep Dag
- René Daniëls
- Jan Dibbets
- Jeroen Doorenweerd
- Marlene Dumas
- Jalila Essaïdi
- Frans Gast
- Adri Geelhoed
- Leo Geurtjens
- Chris Koolmees
- Hein Koreman
- Hans Lie
- Felix van der Linden
- Martine De Maeseneer
- Toine Manders
- Hanneke Mols-van Gool
- Max Niematz
- Ad van Sleuwen
- Niel Steenbergen
- Angenelle Thijssen
- TINKEBELL
- Jos Willems
- Niko de Wit

## Sector Theater
Onder deze sector vallen de opleidingen:
- Muziek- en Musicaltheater
- Docent Theater
- Circus and Performance Art
- Master Performing Public Space

De sector biedt opleidingen op gebied van toneel.

### Muziek- en Musicaltheater
De opleidingen Muziek- en Musicaltheater leiden studenten op tot zangers, dansers en acteurs. Studenten volgen hierbij één profiel: dat van Muziektheater, met hoofdvak zang, of dat van Musicaltheater, met hoofdvak dans.

#### Bekende (oud-)studenten
- Nienke Latten
- Freek Bartels
- Brigitte Heitzer
- Janouk Kelderman
- Hugo Kennis
- Anouk Maas
- Celinde Schoenmaker
- William Spaaij
- Elindo Avastia
- Pearl Joan
- Nandi van Beurden
- Jolijn Henneman
- Christanne de Bruijn
- Ton Sieben
- Jeske van de Staak
- Roel Dirven
- Ianthe Tavernier
- Sophie Veldhuizen
- Milan van Waardenburg
- Jennifer van Brenk
- Marcel Visscher
- Remko Harms
- Javan Hoen
- Anne Appelo
- Fenna Ramos
- Anneke van Hooff
- Madelon van der Poel
- Bente van den Brand
- Deborah de Ridder
- Jonathan Demoor
- Remi De Smet
- Matthew Michel
- Wieneke Remmers
- Anne Stalman
- Tinne Oltmans
- Suzan Seegers
- Annemieke van Dam
- Robbert van den Bergh
- Michiel De Meyer
- Anne Van Opstal
- Cindy Bell
- Maja Van Honsté
- Jimi Hendrikse
- Michelle van de Ven
- Esmee Mardjan
- Lotte Stevens
- Sofia Ferri
- Linda Verstraten
- Wout Verstappen
- Sali Haidara
- Marieke Westenenk
- Kelly Cobbaut
- Ad-Just Bouwman
- Marlijn Weerdenburg
- Annelies Boel
- Pieter Van Keymeulen
- Brent Pannier
- Eline de Jong
- Moniek Boersma
- Olivier Bracke
- Sanne Bosman
- Florence Kasumba
- Priscilla Büchele
- Diego González-Clark
- Ruben van Keer
- Sanne Mieloo
- Tristan van der Lingen
- Soraya Gerrits
- Steven Roox
- Danique Dusée

### Docent Theater
Tot september 2023 was de opleiding Docent Theater bekend als "Academie voor Theater", en daarvoor als "Toneelschool Eindhoven" of "Academie voor Drama". De academie startte in 1986 onder leiding van Ad Overweel in de voormalige kloosterkerk Mariënhage, aan de Kanaalstraat in Eindhoven. Men kon hier aanvankelijk worden opgeleid tot acteur, regisseur of docent drama. Enkele jaren later hervormde de school zich tot een academie voor docerend theatermakers. In 1996 sloot de academie zich aan bij Fontys Hogescholen, waarna ze in 2005 verhuisde naar Tilburg.

#### Bekende (oud-)studenten
- Yvon Jaspers
- Theo Maassen
- Monic Hendrickx
- Yvonne Coldeweijer
- Hans Teeuwen
- Mike Weerts
- Ad-Just Bouwman
- Medina Schuurman
- Frederik Brom
- Huub Smit
- Robrecht Vanden Thoren
- Steye van Dam
- Jochem Nooyen
- Betje Koolhaas
- Wendell Jaspers
- Sanneke Bos
- Kiki van Aubel
- Ellemijn Veldhuijzen van Zanten
- Daniel Cornelissen
- Romijn Conen
- Wim Bax
- Paula Udondek
- Femke Bakker
- Cindy de Quant
- Mechtilde van Mechelen
- Abdallah Omar Mahamed

## Sector Dans
Onder deze sector vallen de opleidingen:
- Docent Dans
- Dance Arts in Context
- Master Choreography

De voormalige Dansacademie Brabant vindt haar oorsprong in een voormalig klooster aan de Tilburgse Kempenbaan, waar ze in 1965 werd opgericht.

#### Bekende (oud-)docenten en (oud-)studenten
- Aldrico Amando Felida
- Jan Martens
- Els Mulders
- Reinbert Martijn
- Rinus Sprong

## Sector Muziek
Onder deze sector vallen de opleidingen:
- Docent Muziek
- Music and Performing Arts
- Rockacademie
- Master of Music

Het vroegere Brabants Conservatorium, nu Fontys Conservatorium, is een van de negen conservatoria in Nederland. Naast opleidingen in de klassieke muziek en improvisatie, worden ook opleidingen op het gebied van oude muziek gegeven.
De rockacademie verzorgt sinds 1998 als eerste in Nederland voltijds hbo-opleiding op het gebied van popmuziek.

#### Bekende (oud-)docenten

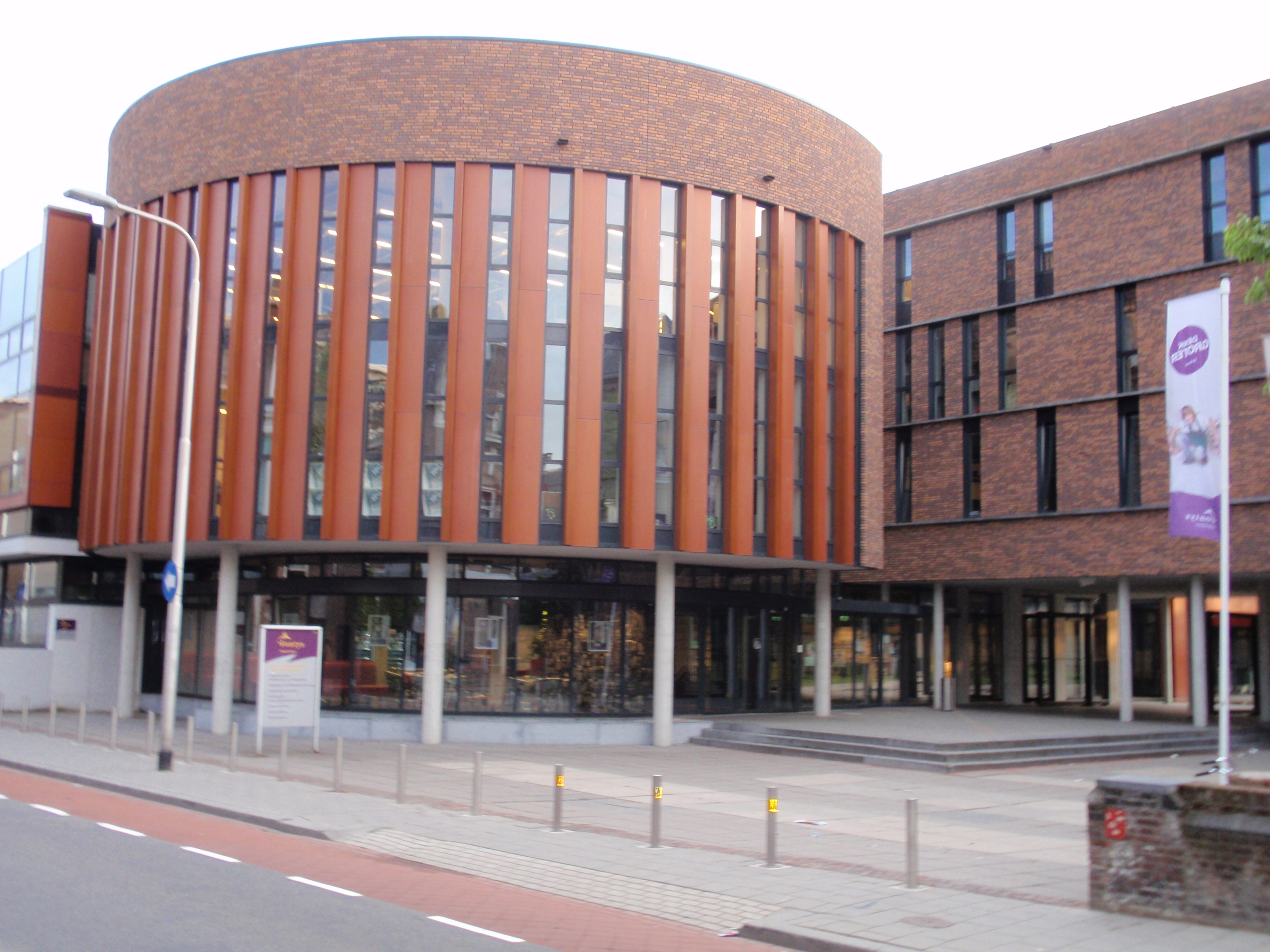
Rockacademie

- Léon Berendse
- Joop Celis
- Hans Eijsackers
- Janine Kitzen
- Martien Maas
- Ties Mellema
- Arjan Tien
- Lars Wouters van den Oudenweijer
- Arjan van Baest
- Willem Jeths
- Geert Bierling
- Bertus Borgers
- Esther Hart
- Gert Keunen
- Fer Abrahams
- Hans van Oosterhout
- Ad van Sleuwen
- Daan Kleijn
- Tim Kliphuis
- Ben Liebrand
- Louis Toebosch
- Eddy Vanoosthuyse
- Walter Boeykens
- Teus Nobel

#### Bekende (oud-)studenten
- Marlene Bakker
- Hendrik Jan Bökkers
- Juri Briat
- Joe Buck
- Robbert van de Corput (Hardwell)
- Flemming
- Gerhardt (muzikant)
- Jacqueline Govaert
- Intwine
- Floor Jansen
- Duncan Laurence
- Leaf
- Martien Maas
- Tom Maas
- Frank Montis
- Madoux
- Sanne Rambags
- Peter Kleine Schaars
- Alexander Scholtes
- Stéphanie Struijk
- José Luis Represas Carrera
- Oliver Pesch
- Roger Peterson
- Gerwin van der Plaats
- Danny Vera
- Eefje de Visser
- Thomas Waterreus

## Voortrajecten
De FAA biedt ook vooropleidingen aan als voortraject voor bepaalde opleidingen. Hieronder vallen:
- Vooropleiding Academy of Music and Performing Arts
- Vooropleiding Art, Communication and Design
- Vooropleiding Docent Beeldende Kunst en Vormgeving
- Vooropleiding Muziek- en Musicaltheater
- Voortraject sector Dans
- Voortraject sector Muziek
- Young Musicians Academy